# The Incredible Kai Winding Trombones
Albums de Kai Winding
The Great Kai & J. J.
(1960) Kai Olé
(1961)
The Incredible Kai Winding Trombones est un album de jazz du tromboniste Kai Winding enregistré en 1960 et sorti l'année suivante sur le label Impulse!.

## Enregistrement
Les titres de cet album sont enregistrés au Rudy Van Gelder Studio situé à Englewood Cliffs (New Jersey), les 17 novembre (titres 6 et 9), 21 novembre (titres 1, 4, 5) et 23 (titres 2 et 3) novembre 1960 et le 13 décembre suivant (titres 7, 8 et 10). L'album est produit par Creed Taylor et est publié pour la première fois en 1961 par le label Impulse! (A 3).
| Musicien       | Instrument     | Titre   |  | Équipe technique |                  |
| -------------- | -------------- | ------- |  | ---------------- | ---------------- |
| Kai Winding    | trombone       | 1-      |  | Creed Taylor     | producteur       |
| Johnny Messner | trombone       | 1-5     |  | Rudy Van Gelder  | ingénieur du son |
| Ephie Resnick  | trombone       | 6, 10   |  |                  |                  |
| Jimmy Knepper  | trombone       | 7-9     |  |                  |                  |
| Paul Faulisse  | trombone basse | 1-10    |  |                  |                  |
| Tony Studd     | trombone basse | 1-6, 10 |  |                  |                  |
| Dick Lieb      | trombone basse | 7-9     |  |                  |                  |
| Ray Starling   | mellophone     | 1-7     |  |                  |                  |
| Ross Tompkins  | piano          | 1-6, 10 |  |                  |                  |
| Bill Evans     | piano          | 7-9     |  |                  |                  |
| Bob Cranshaw   | contrebasse    | 1-6, 10 |  |                  |                  |
| Ron Carter     | contrebasse    | 7-9     |  |                  |                  |
| Al Beldini     | batterie       | 1-7     |  |                  |                  |
| Stick Evans    | batterie       | 7-9     |  |                  |                  |
| Olatunji       | congas         | 1, 5    |  |                  |                  |

## Titres de l’album
| No  | Titre             | Auteur                            | Durée |
| --- | ----------------- | --------------------------------- | ----- |
| 1.  | Speak Low         | Kurt Weill, Ogden Nash            | 4:08  |
| 2.  | Lil Darlin'       | Neal Hefti                        | 4:07  |
| 3.  | Doodlin'          | Horace Silver, Jon Hendricks      | 3:36  |
| 4.  | Love Walked in    | George & Ira Gershwin             | 2:56  |
| 5.  | Mangos            | Kai Winding                       | 3:46  |
| 6.  | Impulse           | Kai Winding                       | 3:14  |
| 7.  | Black Coffee      | Sonny Burke, Paul Francis Webster | 4:02  |
| 8.  | Bye Bye Blackbird | Ray Henderson, Mort Dixon         | 4:09  |
| 9.  | Mitchie (Slow)    | Kai Winding                       | 3:05  |
| 10. | Mitchie (Fast)    | Kai Winding                       | 3:48  |

## Réception
L'auteur et critique de jazz Scott Yanow écrit sur AllMusic que ce « disque est probablement le plus connu du groupe » et conclu en disant que c'est « de la bonne musique naturelle de toute évidence davantage appréciée par ceux qui aiment le son des trombones ».